# DeaKids
DeA Kids – włoski płatny kanał telewizyjny dla dzieci, dostępny na platformie Sky Italia. Właścicielem jest spółka De Agostini. 
Kanał został po raz pierwszy uruchomiony w październiku 2008 roku. Niespełna półtora miesiąca później ruszyła wersja „z przesunięciem czasowym”, nadająca to samo, o innej porze. DeA Kids nadaje filmy, programy i seriale zarówno własne, jak i zakupione; także z zagranicy. 
Stacja prowadzi własną stronę internetową, specjalnie nadzorowaną, z wyłącznym dostępem użytkowników młodocianych i ich rodziców. W roku 2008, otrzymała ona nagrodę Internet Key Award 2008.